# عزل مناعي
بشكل عام، يعتبرُ العزل المناعي (بالإنجليزية: Immunoisolate)‏ عملية حماية المواد المزروعة مثل البوليمرات الحيوية أو الخلايا أو ناقلات إطلاق الأدوية من الجهاز المناعي، وأبرز وسائل تحقيق ذلك هي من خلال استخدام تغليف الخلية.